# أنطونيو كاسو أندرادي
أنطونيو كاسو أندرادي (بالإسبانية: Antonio Caso)‏ هو عالم اجتماع وفيلسوف وكاتب وأستاذ جامعي مكسيكي، ولد في 19 ديسمبر 1883 في مدينة مكسيكو في المكسيك، وتوفي بنفس المكان في 6 مارس 1946.